# Ozette River
L'Ozette River est un cours d'eau d'environ 21,4 km de long qui s'écoule dans l'État de Washington au nord-ouest des États-Unis.

## Description
Le cours d'eau prend sa source au niveau de l'important lac Ozette avant de se jeter au nord-ouest dans l'océan Pacifique au nord du cap Alava. Le lac et la rivière sont situés sur la péninsule Olympique et plus particulièrement à l'intérieur du parc national Olympique. Une petite portion de la rivière traverse toutefois la réserve amérindienne Ozette. Le principal affluent du cours d'eau est la rivière Big qui se jette dans le lac Ozette.

### Référence
1. ↑  (en) « Plan stratégique du parc Olympique, chapitre 3, page 103 », National Park Service, 2006 (consulté le 10 mars 2010)
2. ↑  (en) « Carte du parc national Olympique », National Park Service, 2006 (consulté le 10 mars 2010)